# Перьер, Марсель
Марсель Перьер (фр. Marcel Perrière; род. 22 ноября 1890 года в Женеве, Швейцария — ум. 6 августа 1966 года в Унтерзене, Швейцария) — швейцарский шоссейный велогонщик, выступавший с 1909 по 1925 год. Трёхкратный чемпион Швейцарии.

## Достижения
1910
1-й Тур дю Лак Леман
1911
1-й  Чемпионат Швейцарии
1-й Тур дю Лак Леман
1-й Берн — Женева
1912
1-й Берн — Женева
2-й Тур дю Лак Леман
1913
2-й Чемпионат Швейцарии
1914
3-й Чемпионат Швейцарии
1915
1-й  Чемпионат Швейцарии
1916
1-й  Чемпионат Швейцарии
2-й Берн — Женева
1917
2-й Чемпионат Швейцарии
1918
2-й Берн — Женева
1921
3-й Чемпионат Швейцарии
1923
3-й Берн — Женева
1925
1-й Тур дю Лак Леман
3-й Чемпионат Цюриха